# Filtr pevných částic

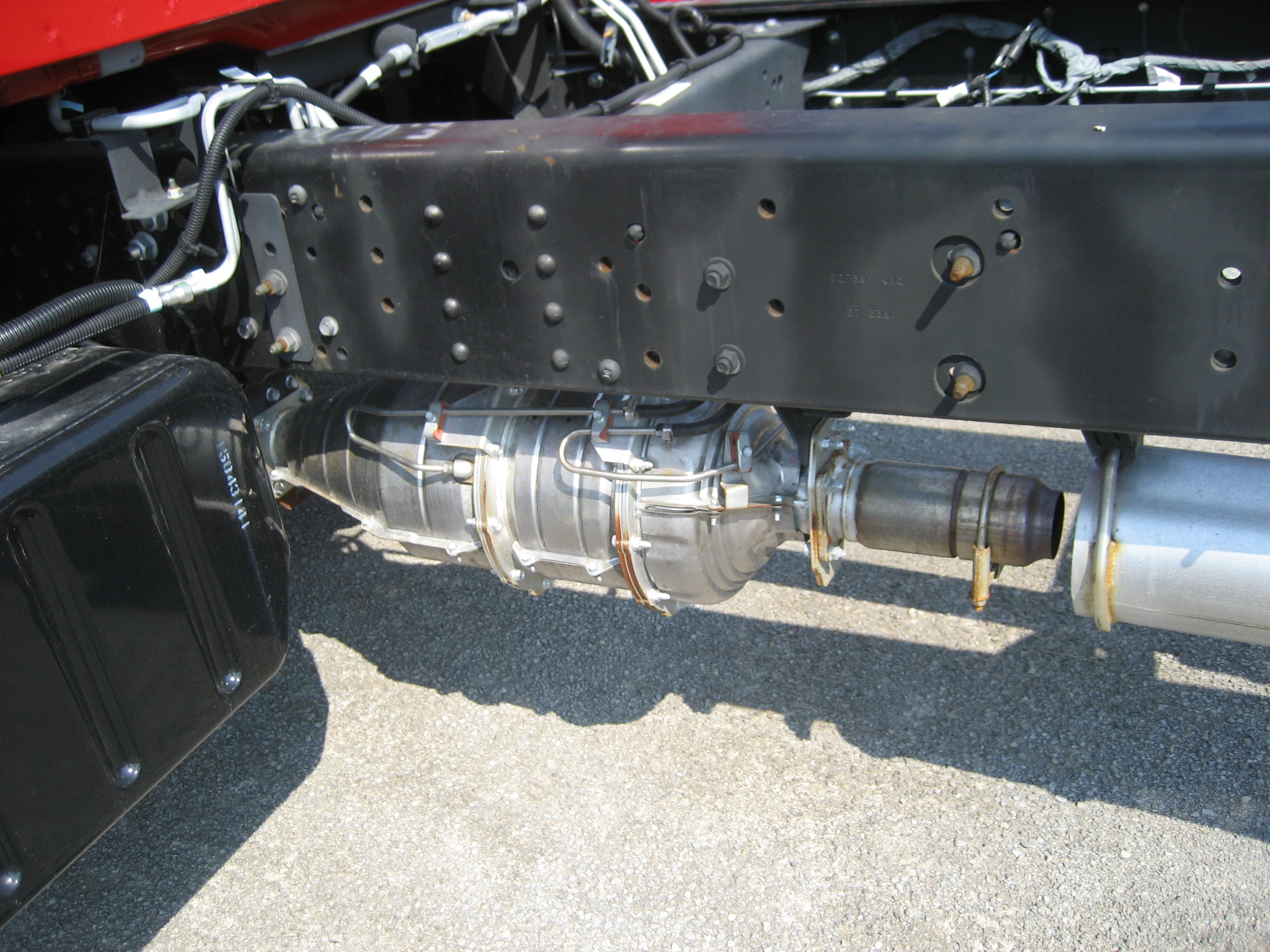
Filtr pevných částic na vozidle GM

Filtr pevných částic (často DPF – Diesel Particulate Filter) je zařízení odstraňující karcinogenní, velmi jemné prachové částice z výfukových plynů vozidel s naftovým motorem. Systém funguje na principu zachytávání pevných částic (PM – Particulate Matter) na porézním materiálu poloprůchodných kanálků filtru. Filtr je čištěn spálením sazí zachycených sítkem – úplným nebo na částice menší, které sítkem projdou – vysokou teplotou, které je dosaženo dvěma způsoby, pasivní nebo aktivní regenerací.
Filtr je často používán pro dosažení příslušné úrovně emisí ve spojení s úpravou výfukových plynů technologií EGR, kde může být kombinován s dieselovým oxidačním katalyzátorem (DOC).

## Pasivní a aktivní regenerace
- Pasivní regenerace – probíhá samovolně vždy, když pracovní podmínky motoru odpovídají teplotám výfukových plynů přibližně 350–500 °C a teplota uvnitř DPF tak umožní hoření zachycených částic. Takovéto provozní podmínky odpovídají režimu konstantně vyššího zatížení motoru (setrvání motoru ve vyšších otáčkách a vyšším zatížení po delší dobu), například při jízdě po dálnici.
- Aktivní regenerace – probíhá po 300–1000 km, pokud nenastala možnost pasivní regenerace (tj. např. v městském provozu) a filtr se blíží svému naplnění. Teplota výfukových plynů je uměle zvýšena na asi 600 °C – používá se k tomu změna časování vstřiků motoru v kombinaci s vyšším množstvím paliva, aditiva, která podporují hoření nebo dokonce speciální dávkovací zařízení paliva po dobu regenerace do výfuku před filtr.

## Kritika
Systém je častým terčem kritiky majitelů naftových vozidel a zdrojem problémů, a to napříč všemi značkami. Jmenujme několik hlavních:
1. Tato „ucpávka“ ve výfukovém potrubí snižuje výkon motoru, hlavně u starších modelů s více najetými kilometry a zanedbanou údržbou.[2]
2. Filtr (má-li aktivní regeneraci) výrazněji zvyšuje spotřebu nafty nebo vyžaduje aditiva [3]
3. Životnost filtru je např. u vozů Škoda 100–150 tisíc km [2]
4. Cena nového filtru se v roce 2010 pohybovala od 13 000 Kč (Peugeot 406) až 140 000 Kč (Honda CR-V) [2] , do konce roku 2015 klesly ceny filtrů z druhovýroby na úroveň od 4500 Kč
5. U některých značek není možné používání bionafty, která má vyšší reakční teplotu než motorová nafta [1]
6. U některých aut nespolehlivost elektroniky (před i za filtrem jsou čidla, která kontrolují správný chod – měří teplotu plynů a zanesení filtru, celý systém pak s pomocí těchto údajů řídí řídicí jednotka motoru)
7. Je diskutabilní, co je pro lidské zdraví nebezpečnější: menší množství větších sazí (zachycovaných filtrem) nebo mnohem větší množství mnohem menších sazí, na které ty větší ve filtru nebo (SCR) katalyzátoru shoří. Menší saze zařízením projdou, snadněji a déle poletují v ovzduší a také se dostanou dále do průdušinek plic

Mnozí řidiči tak filtr pevných částic z vozu demontují. Vůz pak někdy i nadále plní(?) emisní limity a projde STK. Také je možné filtry repasovat, jak u specializované firmy, tak i podomácku, což je ovšem údajně velmi nebezpečné (filtr obsahuje karcinogenní částice, které se tak v mnohem koncentrovanější podobě dostávají místně do vzduchu a eventuálně i do odpadních vod.
Vůz bez funkčního filtru pevných částic do ovzduší vypouští až o 90 procent více sazí a dalších rakovinotvorných částic. Tyto částice tvořené sírany, dusičnany, solemi a kovy zvyšují výskyt rakoviny při vdechování až o 40 procent. Po tom, co vyletí z výfuku, vzduchem putují ty největší několik hodin, ty nejmenší i několik týdnů.

## Chybějící filtry DPF v ČR
V současné době se odhaduje, že v České republice jezdí až 1 milion automobilů s chybějícím či nefunkčním filtrem pevných částic.
Kvůli absenci DPF jsou často i několikanásobně překračovány povolené limity na množství pevných částic v ovzduší. Příkladem může být i měření v tunelovém komplexu Blanka které dosáhlo v jedoucím vozidle hodnoty 300 000 pt/ccm. Povolená hodnota je přitom v tomto případě maximálně 30 000 pt/ccm.